# 圣日耳曼苏卡伊
圣日耳曼苏卡伊（法語：Saint-Germain-sous-Cailly，法語發音：[sɛ̃ ʒɛʁmɛ̃ su kaji]，意为“卡伊下方的圣日耳曼”）是法国滨海塞纳省的一个市镇，属于鲁昂区。

## 地理
圣日耳曼苏卡伊（49°34'44"N, 1°12'21"E）面积4.01 平方千米，位于法国诺曼底大区滨海塞纳省，该省份为法国北部沿海省份，其西部及北部濒大西洋英吉利海峡，东起顺时针与索姆省、瓦兹省、厄尔省和卡爾瓦多斯省接壤。
与圣日耳曼苏卡伊接壤的市镇（或旧市镇、城区）包括：卡伊、克拉维尔-莫特维尔、圣安德烈叙卡伊。

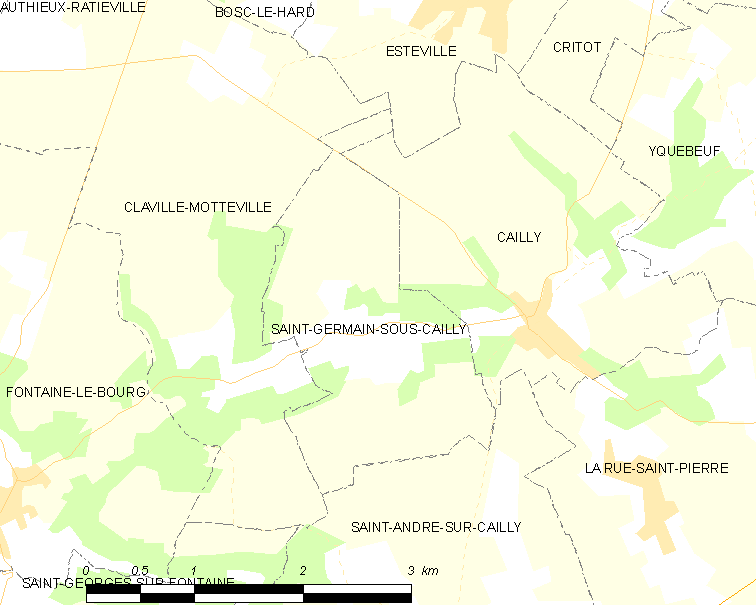
圣日耳曼苏卡伊的OSM定位图

圣日耳曼苏卡伊的时区为UTC+01:00、UTC+02:00（夏令时）。

## 行政
圣日耳曼苏卡伊的邮政编码为76690，INSEE市镇编码为76583。

## 政治
圣日耳曼苏卡伊所属的省级选区为勒梅尼勒埃纳尔县。

## 人口

1962-2008年间圣日耳曼苏卡伊人口变化图示

圣日耳曼苏卡伊于2022年1月1日时的人口数量为310人。